# Trichoglottis sitihasmahae
Trichoglottis sitihasmahae är en orkidéart som beskrevs av Jeffrey James Wood och Anthony L. Lamb. Trichoglottis sitihasmahae ingår i släktet Trichoglottis och familjen orkidéer. Inga underarter finns listade i Catalogue of Life.